# Mark Oliver Everett
Mark Oliver Everett (Virginia, 10 april 1963) beter bekend onder zijn pseudoniem E, is een Amerikaans autodidact singer-songwriter.
Everett bracht onder de naam E twee soloalbums uit voordat hij bekend werd met zijn band Eels. Vanaf 2002 werkte hij korte tijd onder het pseudoniem MC Honky. Hijzelf probeerde aan te geven dat MC Honky niet dezelfde persoon was als E. Toch lag de uitleg in E=MC Honky. Dit is afgeleid van E=mc², waarbij honky voor een vierkant (de uitkomst van de formule) staat. Zijn autobiografie Things the Grandchildren Should Know is in 2008 verschenen.
Zijn vader was de natuurkundige Hugh Everett III (1930-1982) die bekend geworden is door de veel-werelden-interpretatie in de kwantummechanica. Over het leven en werk van zijn bekende vader heeft Everett de documentaire Parallel Worlds, Parallel Lives gemaakt.

## Discografie
- Bad Dude in Love (1985) (als Mark Everett)
- A Man Called E (1992)
- Broken Toy Shop (1993)
- I Am the Messiah (2002) (als MC Honky)
- Levity (soundtrack) (2003)

Tevens albums met Eels.
- Bibsys: 5093741
- Biblioteca Nacional de España: XX4916620
- Bibliothèque nationale de France: cb16192605w (data)
- Catàleg d'autoritats de noms i títols de Catalunya: 981058613295806706
- Gemeinsame Normdatei: 135907225
- International Standard Name Identifier: 0000 0001 1449 5428
- Library of Congress Control Number: no98035311
- MusicBrainz: e09e2e95-275e-47ef-9d2e-7750e5a05a12
- Réseau des bibliothèques de Suisse occidentale: 02-A027310659
- SNAC: w6g83grq
- Système universitaire de documentation: 153121467
- Virtual International Authority File: 80343765
- WorldCat: E39PBJtX6gt98fkkjFy89rKTpP